# آمریکاییان و دانشگاه علوم پزشکی ارومیه

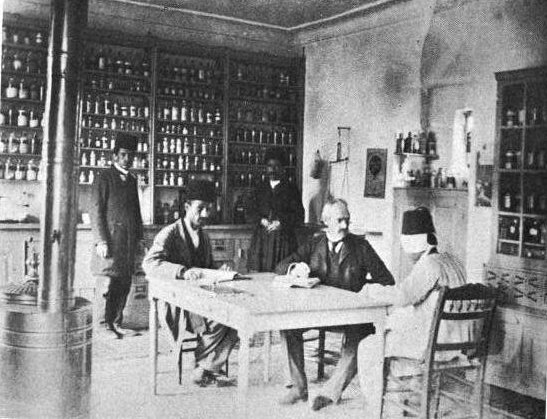
دکتر جوزف کاکرن در شفاخانه وستمینستر در اورمیه

دانشگاه علوم پزشکی ارومیه نخستین بار توسط آمریکاییان به رهبری دکتر وحدانی تأسیس گردید و امیر تومان حاکم وقت ارومیه و سرتیپ نجف قلی خان خسروی رئیس ایل قره پاپاق سولدوز کمکهای قابل توجهی در این زمینه انجام دادند، و نخستین دانشگاه علوم پزشکی نوین است که در ایران تأسیس گردید. این دانشگاه بین سالیان ۱۸۸۱ تا ۱۹۱۸ زیر نظر آمریکاییان باقی ماند، و بعده‌ها به دانشگاه ارومیه تعلق گرفت.

## مقدمه
هشتاد و هفت سال قبل از تأسیس آموزشکده کشاورزی رضائیه، و پنجاه و شش سال قبل از تأسیس دانشگاه تهران، یعنی در سال ۱۸۷۸ میلادی، در یک باغ پانزده هکتاری در ارومیه، یک دانشکده پزشکی توسط میسیونرهای مذهبی آمریکایی که از ۴۰ سال و اندی قبل از آن به ارومیه وارد شده بودند احداث گردید.
سرپرستی این دانشکده که قدیمی‌ترین مرکز آموزش عالی به سبک جدید در ایران به‌شمار می‌ورد با آقای دکتر ژوزف کاکران که خود متولد ارومیه بوده و تحصیلات پزشکی را در نیویورک گذرانده بود، بوده است. دانشکده پزشکی ارومیه در طی پنج دوره پنج ساله و به مدت ۲۷ سال فعالیت خود، جمعاً ۲۶ پزشک ایرانی را فارغ‌التحصیل نمود و تحویل جامعه آن روز داد. بنا بر شواهد موجود، قبل از آن تاریخ فقط سه پزشک در ارومیه مشغول طبابت بوده‌اند. نمونه‌هایی از گواهینامه دوزبانه فارغ‌التحصیلی پزشکی این مؤسسه به عنوان مدرک ارزشمند در دانشگاه ارومیه امروزه هنوز موجود می‌باشد. در یکی از دوره‌های فارغ‌التحصیلی در سال ۱۲۷۷ مظفرالدین شاه خود شخصاً همراه با دکتر کاکران گواهینامه‌های فارغ‌التحصیلی را امضا کرده و به فارغ التحصیلان اهدا نموده‌اند.
همزمان با تأسیس دانشکده پزشکی رضائیه دو بیمارستان یکصد و پنجاه تختخوابی به ترتیب برای بستری شدن بیماران مرد و زن به نام بیمارستان وستمینستر (به انگلیسی: Westminster Hospital) در ارومیه تأسیس شد که اولین بیمارستان‌های مدرن و مجهز در ایران به‌شمار می‌روند. دکتر کاکرن خود شخصاً ۶ دوره پزشک در این مدرسه در ارومیه تربیت نمود. جانشین وی هری پاکارد (Harry Pakard) عهده‌دار این منصب پس از او گردید.
دکتر کاکرن و تقریباً تمامی کادر آمریکایی هیئت علمی این مؤسسه (از جمله دکتر رایت Wright، دکتر هولمز Holmes، دکتر ون نوردن Van Norden، و دکتر میلر Miller) همگی در همان ارومیه به خاک سپرده شدند و مؤسسه نهایتاً تبدیل به دانشگاه ارومیه و سپس دانشگاه علوم پزشکی ارومیه گردید.
قسمت اعظم هزینه احداث بیمارستان وستمینستر و مخارج پزشکان آمریکایی آن در ارومیه بین سال‌های ۱۸۸۱ تا ۱۹۱۸ بر عهده شخص خیری از شهر بوفالو، نیویورک به نام ساموئل کلمنت (Samuel Clement) بود. جمعاً ۳۴ فارغ‌التحصیل، حاصل حضور و فعالیت‌های پزشکان آمریکایی در ارومیه در این سالیان می‌باشند، که از این تعداد ۲۹ نفر مسیحی یا آشوری، و ۵ نفر باقی همه از مسلمانان شهر خوی بودند.

## اعضای هیئت علمی
کادر هیئت علمی این دانشگاه عبارت بودند از:
- Dr. Joseph Cochran
- Dr. J.H. Shedd
- Mr. W.A. Shedd
- Mr. Coan
- Dr. Miller
- Dr. Daniel
- Dr. Isaac
- Dr. Oshanna
- Dr. B.W. Labaree
- Dr. Austin Wright
- Dr. Van Norden
- Dr. Holmes
- Mr. Allen

و نیز:
- Dr. Harry Pakard
- خانم دکتر Laura McComb
- Dr. Wilder Ellis
- Dr. Edward Dodd
- خانم دکتر Emma Miller

## مواد درسی
بر طبق منابع بجای مانده، برای دانشجویان سال‌های اول و دوم:
- آناتومی
- فیزیولوژی
- ماتریا مدیکا (فارماکولوژی)
- شیمی و داروسازی

و برای سال‌های سوم و چهارم:
- قوانین اساسی و عملی علم طب
- علوم آزمایشگاهی
- تشخیص بیماری
- اعمال جراحی
- شکسته‌بندی
- مامایی

دکتر کاکرن شخصاً بر وجود برقراری سمینارهای طب بسیار تأکید می‌ورزید.

## برخی از دانش آموختگان این مرکز
تعداد زیادی از فارغ التحصیلان این دانشکده برای کسب مدارج پیشرفته عازم اروپا و آمریکا گردیدند. تقریباً همه آن‌ها به آذربایجان بازگشته و به طبابت پرداختند. برخی از نام‌های معروف‌تر این پزشکان در زیر آمده است:
- اوشاناخان (۱۸۵۳–۱۹۱۱)، نخستین دانش‌آموخته این دانشکده. او به توصیه دکتر کاکرن برای تحصیلات تکمیلی به دانشگاه ادینبرا در اسکاتلند رفت.
- اسرائیل خان سرتیپ (۱۸۵۴–۱۹۱۸)، که توسط قشون عثمانی به دار آویخته شد.
- حکیم شموئیل ایشو. او برای تحصیلات تکمیلی خود به کانادا رفت.
- یوخنان صیاد آباجلو. او که در سال ۱۸۸۷ برای تحصیلات تکمیلی به نیویورک رفت، نخستین دانشجوی ایرانی است که برای تحصیلات عالیه علوم پزشکی به آمریکا رفت.[۹]
- الیشا صیاد آباجلو. او نیز برای تحصیلات تکمیلی به کالج پزشکی راش (Rush Medical College) در شیکاگو رفت.[۱۰]